# 法庭上的芙里尼
法庭上的芙里尼 （法語：Phryne devant l'Areopage）是法国画家让-莱昂·热罗姆的一幅油画，创作于1861年。画作表现古希腊妓女芙里尼在法庭受审。她的辩护人希佩里德斯脱下她的长袍，露出她赤裸的胸脯，使她因美丽的外表激起了法官的怜悯。
1861年，这幅画在巴黎沙龙展出。现藏于德国汉堡美术馆。